# 首都高バトルX
『首都高バトルX』（しゅとこうバトルテン）は、元気が2006年7月27日に発売したXbox 360用レーシングゲームで、首都高バトルシリーズの1作。同年9月26日にはアメリカ、10月6日にはヨーロッパでも発売。

## 概要
今作は首都高バトルシリーズ初のXbox 360用ソフトとして発売された。
コースは首都高速道路内のみで、過去作品に収録されていた湾岸線や横羽線などが収録されていないものの、今作では新たに3号渋谷線と4号新宿線が追加されている。ライバルの総数は400人。今回はパーキングエリアでライバルと情報交換を行うことが出来る。また、パーキングエリアからスタートするバトルも存在する。
チューニングできる箇所も増えている。また、内装やエンジン内部、コックピットが再現されており、メーターなどの機器を追加で取り付けることも可能になった。
今作では時間帯の概念があり、夜、深夜、早朝の3つの時間帯が再現されている。

## 登場車両
今作では登場車種が大幅に減少しており、ライバルが使用しているカスタムカーを除くと購入できる車は15種類のみ。また、前作同様にホンダの車は収録されていない。また、前作まで日産自動車の車両に搭乗していたボスクラスのライバルが、今作では他社のクルマに搭乗している。アザーカーは、『首都高バトル0』同様に様々な一般車両が登場する。
MAZDA
RX-8 Type S（SE3P）
RX-7 Type R（FD3S）
MITSUBISHI
LANCER EVOLUTION IX（CT9A）
ECLIPSE GT
Concept-X
NISSAN
SKYLINE COUPE 350GT（CPV35）
SKYLINE GT-R V-specII（BNR34）
SKYLINE GT-R（BNR32）
FAIRLADY Z Version S（Z33）
FAIRLADY Z 300ZX TWIN TURBO（Z32）
SILVIA spec-R（S15）
180SX TYPE X(RPS13)
CIMA（F50）
FAIRLADY Z（S30）
SUBARU
IMPREZA WRX STi（GDB-F）
IMPREZA WRX type R STi VersionVI（GC8）
TOYOTA
SUPRA RZ（JZA80）
SUPRA 2.5GT TWIN TURBO R（JZA70）
CROWN ATHLETE（GRS184)
CELSIOR（UCF30）
ARISTO V300（JZS161）
SPRINTER TRUENO GT-APEX（AE86）
COROLLA LEVIN GT-APEX（AE86）
※太字はカスタムカー、およびCPU専用車としてのみの登場。

## ゲームシステム
ネットワーク
プラットフォームがXbox 360となった今作はXbox Live対応であり、ネットワークモードが用意されている。ネットワークモードには「NETWORK BATTLE」と「NETWORK TIMEATTACK」の二種類があり、前者はプレイヤー同士が実際にレースバトルを行い勝敗を決めるもの、後者はプレイヤーがタイム記録を競うものとなっている。
「NETWORK BATTLE」においてプレイヤーは対戦相手を検索して一対一でゲームを行う。

## 収録コース
首都高
- 都心環状線（C1）：全線
- 6号向島線：江戸橋JCT - 箱崎JCT
- 9号深川線：全線
- 11号台場線：全線
- 湾岸線（B）：辰巳JCT - 有明JCT
- 1号羽田線：浜崎橋JCT - 芝浦JCT
- 3号渋谷線：谷町JCT - 渋谷出入口
- 4号新宿線：三宅坂JCT - 新宿出入口